# خليل بدر الدين

خليل بدر الدين (ممثل) 1929 - 2017

خليل بدر الدين (بالإنجليزية: Khalil Badr El Dein) ممثل مصري من مواليد 1929. عمل في أواخر الخمسينيات، واشتهر بأداء أدوار الشر. كانت البداية سنة 1959 في فيلم «عودة الحياة» مع احمد رمزى ومحمود المليجى، وفي سنة 1960 شارك في الفيلم الأبرز في حياته «وداعًا يا حب» مع المطرب محرم فؤاد ومريم فخر الدين، وكان أخر أعماله فيلم «عدوية» علم 1968، ثم اختفى بعد ذلك عن الحياة الفنية. عمل في المجال السينمائي لمدة تسعة أعوام أثمرت عن تسعة أعمال سينمائية فقط.
توفي في 22 مايو 2017 عن عمر يناهز 88 سنة.

## قائمة أعماله
عدوية 1968 للمخرج كمال صلاح الدين (قام بدور فرج)
الحب الخالد 1965 للمخرج زهير بكير (قام بدور المعلم أبو المعاطي الذي ينشق على عصابة المعلم رابح «محمد الدفراوي»)
النظارة السوداء 1963 للمخرج حسام الدين مصطفى (قام بدور والي)
صراع الجبابرة 1962  للمخرج زهير بكير (قام بدور خليل)
ست البنات 1961 للمخرج حسام الدين مصطفى (قام بدور حمادة نورالدين، صديق خيري)
في بيتنا رجل 1961 للمخرج هنري بركات (قٌام بدور فتحى المليجى الطالب الثوري)
حب وحرمان 1960 للمخرج إبراهيم عمارة (قام بدور سائق السيارة التي صدمت الهام).
وداعا يا حب 1960 للمخرج حسام الدين مصطفى (قام بدور رمزي الذي يتظاهر بحب الفتاة الثرية أماني «مريم فخر الدين»)
عودة الحياة 1959 للمخرج زهير بكير (قام بدور عزت تاجر المخدرات الذي يورط معه صديقه الموظف البسيط حسين «محمود المليجي»)

## وصلات خارجية
- خليل بدر الدين على موقع السينما
- خليل بدر الدين على موقع دهليز
- خليل بدر الدين على موقع IMDB
- خليل بدر الدين على موقع كاروهات